# 西洋朝贡典录
西洋朝贡典录是明朝黄省曾根据费信著的《星槎胜览》马欢著的《瀛涯胜览》和《針位》等书在1520年编成的。这书虽是从各书编成，但伯希和、冯承钧分别根据《西洋朝贡典录》校正了《瀛涯胜览》本的一些错误。此外《西洋朝贡典录》所据的《針位》一书 已失传，只在《西洋朝贡典录》保留下一些片断。
全书分三卷：
- 卷上：述占城、真腊、爪哇、三佛齊、滿剌加、浡泥、蘇祿、彭亨、琉球九国。
- 卷中：述暹羅、阿魯、蘇門答臘、南浡里、溜山、錫蘭山、榜葛剌七国。
- 卷下：述小葛蘭、柯枝、古里、祖法兒、忽路謨斯、阿丹、天方七国。

## 书目
- 明黄省曾著  谢方校注《西洋朝贡典录校注》中华书局 ISBN 7-101-02029-1
- 《郑和下西洋考》(法)伯希和著,冯承钧译 中华书局 ISBN 7-101-03511-6